# 柘州
柘州（しゃしゅう）は、中国にかつて存在した州。唐代に現在の四川省黒水県一帯に設置された。

## 概要
658年（顕慶3年）、唐により柘州が置かれた。742年（天宝元年）、柘州は蓬山郡と改称された。758年（乾元元年）、蓬山郡は柘州の称にもどされた。柘州は剣南道に属し、柘・喬珠の2県を管轄した。